# Jessie Ware

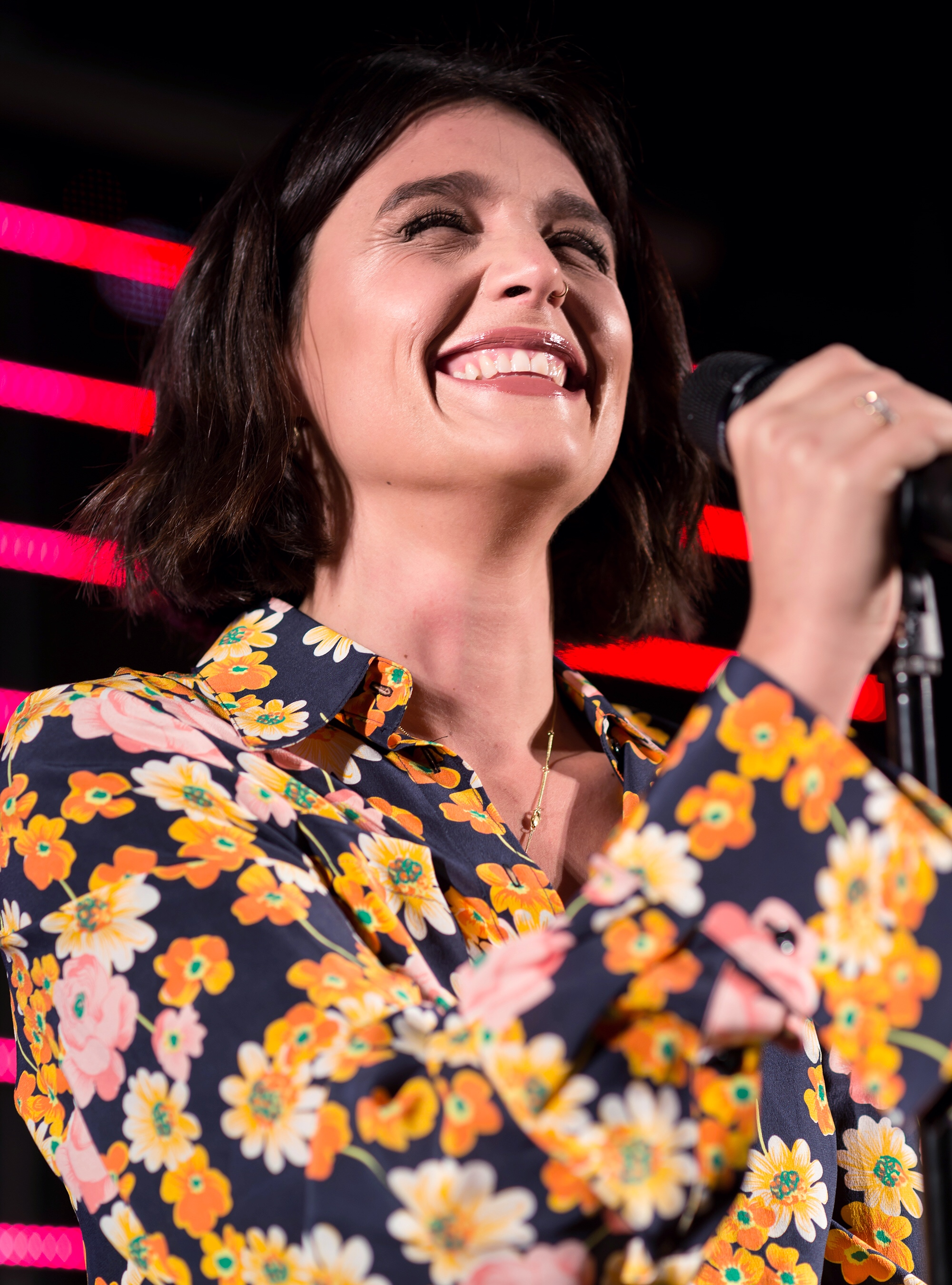
Jessie Ware (2017)

Jessica Lois „Jessie“ Ware (* 15. Oktober 1984 in London) ist eine britische Singer-Songwriterin im Bereich Popmusik.

## Karriere
Jessie Ware ist die jüngere Schwester der Schauspielerin Hannah Ware. Sie begann ihre musikalische Laufbahn als Sängerin für den Musikproduzenten SBTRKT. Ihre erste Solosingle Strangest Feeling erschien 2011. Mit der Single 110 % erreichte sie erstmals die britischen Charts. Ihr Debütalbum Devotion wurde Ende August 2012 veröffentlicht.
Ihr viertes Studioalbum What’s Your Pleasure wurde am 26. Juni 2020 veröffentlicht. Vorab veröffentlichte sie die Singles Adore You, Mirage (Don’t Stop), Spotlight, Ooh La La, Save a Kiss und Soul Control. Nach der Veröffentlichung des Albums folgten die Singles What's Your Pleasure? und Remember Where You Are. Im April 2023 erschien mit That! Feels Good! ihr fünftes Studioalbum.

## Diskografie

### Alben
| Jahr | Titel Musiklabel                                | Höchstplatzierung, Gesamtwochen, AuszeichnungChartplatzierungen (Jahr, Titel, Musiklabel, Platzierungen, Wochen, Auszeichnungen, Anmerkungen) | Höchstplatzierung, Gesamtwochen, AuszeichnungChartplatzierungen (Jahr, Titel, Musiklabel, Platzierungen, Wochen, Auszeichnungen, Anmerkungen) | Höchstplatzierung, Gesamtwochen, AuszeichnungChartplatzierungen (Jahr, Titel, Musiklabel, Platzierungen, Wochen, Auszeichnungen, Anmerkungen) | Höchstplatzierung, Gesamtwochen, AuszeichnungChartplatzierungen (Jahr, Titel, Musiklabel, Platzierungen, Wochen, Auszeichnungen, Anmerkungen) | Anmerkungen                                                |
| Jahr | Titel Musiklabel                                | DE | CH | UK | US | Anmerkungen                                                |
| ---- | ----------------------------------------------- | --- | --- | --- | --- | ---------------------------------------------------------- |
| 2012 | Devotion PMR Records • Island Records           | — | CH59 (1 Wo.)CH | UK5 Gold · (26 Wo.)UK | US79 (1 Wo.)US | Erstveröffentlichung: 20. August 2012 Verkäufe: + 120.000  |
| 2014 | Tough Love PMR Records • Island Records         | DE71 (1 Wo.)DE | CH40 (2 Wo.)CH | UK9 Gold · (18 Wo.)UK | US50 (2 Wo.)US | Erstveröffentlichung: 13. Oktober 2014 Verkäufe: + 140.000 |
| 2017 | Glasshouse PMR Records • Island Records         | — | — | UK7 (5 Wo.)UK | — | Erstveröffentlichung: 20. Oktober 2017 Verkäufe: + 20.000  |
| 2020 | What’s Your Pleasure? PMR Records • EMI Records | — | CH66 (1 Wo.)CH | UK3 Silber · (5 Wo.)UK | — | Erstveröffentlichung: 26. Juni 2020 Verkäufe: + 70.000     |
| 2023 | That! Feels Good! PMR Records • EMI Records     | DE52 (1 Wo.)DE | CH70 (1 Wo.)CH | UK3 (2 Wo.)UK | — | Erstveröffentlichung: 28. April 2023                       |

### Singles
| Jahr | Titel Album                | Höchstplatzierung, Gesamtwochen, AuszeichnungChartsChartplatzierungen (Jahr, Titel, Album, Platzierungen, Wochen, Auszeichnungen, Anmerkungen) | Anmerkungen                                                  |
| Jahr | Titel Album                | UK | Anmerkungen                                                  |
| ---- | -------------------------- | --- | ------------------------------------------------------------ |
| 2012 | 110 Percent Devotion       | UK41 (7 Wo.)UK | Erstveröffentlichung: 13. April 2012                         |
| 2012 | Wildest Moments Devotion   | UK46 Silber · (6 Wo.)UK | Erstveröffentlichung: 29. Juni 2012 Verkäufe: + 215.000      |
| 2012 | Night Light Devotion       | UK95 (1 Wo.)UK | Erstveröffentlichung: 25. September 2012                     |
| 2014 | Tough Love                 | UK34 (2 Wo.)UK | Erstveröffentlichung: 23. Juni 2014                          |
| 2014 | Say You Love Me Tough Love | UK22 Platin · (10 Wo.)UK | Erstveröffentlichung: 28. September 2014 Verkäufe: + 660.000 |
| 2017 | Midnight Glasshouse        | UK89 (1 Wo.)UK | Erstveröffentlichung: 28. Juli 2017                          |
| 2017 | Alone Glasshouse           | UK60 Silber · (3 Wo.)UK | Erstveröffentlichung: 14. September 2017 Verkäufe: + 200.000 |

### Als Gastmusikerin
| Jahr | Titel Album                      | Höchstplatzierung, Gesamtwochen, AuszeichnungChartsChartplatzierungen (Jahr, Titel, Album, Platzierungen, Wochen, Auszeichnungen, Anmerkungen) | Anmerkungen                                                 |
| Jahr | Titel Album                      | UK | Anmerkungen                                                 |
| ---- | -------------------------------- | --- | ----------------------------------------------------------- |
| 2018 | Wish Me Well Diamond in the Dirt | UK73 (1 Wo.)UK | Erstveröffentlichung: 20. April 2018 Mist feat. Jessie Ware |

Weitere Singles
- 2011: Strangest Feeling
- 2012: Running
- 2012: If You’re Never Gonna Move
- 2013: Sweet Talk
- 2013: Imagine It Was Us
- 2015: You & I (Forever)
- 2011: Champagne Kisses
- 2017: Selfish Love
- 2022: Free Yourself
- 2023: Pearls
- 2023: Begin Again

## Auszeichnungen für Musikverkäufe
| Goldene Schallplatte - Belgien - 2012: für die Single Wildest Moments - Polen - 2024: für das Album What’s Your Pleasure? Platin-Schallplatte - Brasilien - 2024: für die Single Say You Love Me - Polen - 2013: für das Album Devotion - 2020: für das Album Glasshouse | 2× Platin-Schallplatte - Polen - 2017: für das Album Tough Love |

Anmerkung: Auszeichnungen in Ländern aus den Charttabellen bzw. Chartboxen sind in ebendiesen zu finden.
| Land/RegionAuszeichnungen für Musikverkäufe (Land/Region, Auszeichnungen, Verkäufe, Quellen) | Silber     | Gold     | Platin     | Verkäufe  | Quellen             |
| -------------------------------------------------------------------------------------------- | ---------- | -------- | ---------- | --------- | ------------------- |
| Belgien (BRMA)                                                                               | —          | Gold1    | —          | 15.000    | ultratop.be         |
| Brasilien (PMB)                                                                              | —          | —        | Platin1    | 60.000    | pro-musicabr.org.br |
| Polen (ZPAV)                                                                                 | —          | Gold1    | 4× Platin4 | 90.000    | olis.pl             |
| Vereinigtes Königreich (BPI)                                                                 | 3× Silber3 | 2× Gold2 | Platin1    | 1.060.000 | bpi.co.uk           |
| Insgesamt                                                                                    | 3× Silber3 | 4× Gold4 | 6× Platin6 |           |                     |